# Comuna Smoldîriv, Baranivka
Smoldîriv (în ucraineană Смолдирівська сільська рада) este o comună în raionul Baranivka, regiunea Jîtomîr, Ucraina, formată din satele Cervonopraporne, Ivanivka și Smoldîriv (reședința).

## Demografie
Componența lingvistică a satului Smoldîriv
     Ucraineană (99,26%)
     Alte limbi (0,49%)
Conform recensământului din 2001, majoritatea populației satului Smoldîriv era vorbitoare de ucraineană (99,26%), existând în minoritate și vorbitori de alte limbi.